# Superpuchar IIHF
Superpuchar IIHF (ang. IIHF Super Cup) – coroczna rozgrywka klubowa w hokeju na lodzie w Europie, w latach 1997-2000, organizowana przez IIHF. 
W pierwszej edycji w 1997 uczestnikami rozgrywki byli zwycięzca Europejskiej Hokejowej Ligi i zwycięzca Pucharu Europy. W edycjach od 1998 do 2000 o Superpuchar IIHF rywalizowali zwycięzca EHL z triumfatorem Pucharu Kontynentalnego. Po przerwaniu organizacji EHL wstrzymano także rozgrywanie spotkania o Superpuchar IIHF.
Klub wygrywający Superpuchar IIHF otrzymywał Trofeum Magnusa Orbisa. Nach der Einstellung der EHL wurde auch der Super Cup eingestellt.

## Edycje
| Edycja | Zdobywca                | Wynik  | Finalista               | Miejsce             |
| ------ | ----------------------- | ------ | ----------------------- | ------------------- |
| 1997   | TPS Turku               | 3:2    | Łada Togliatti          | Finlandia, Turku    |
| 1998   | VEU Feldkirch           | 4:0    | HC Košice               | Austria, Feldkirch  |
| 1999   | HC Ambrì-Piotta         | 2:0    | Mietałłurg Magnitogorsk | Szwajcaria, Ambrì   |
| 2000   | Mietałłurg Magnitogorsk | 3:2 d. | HC Ambrì-Piotta         | Rosja, Magnitogorsk |